# Anthony Hope
Sir Anthony Hope, all'anagrafe Anthony Hope Hawkins (9 febbraio 1863 – 8 giugno 1933), è stato uno scrittore britannico.

## Biografia
Nasce a Londra da un reverendo (Edwards Coweford Hawkins) e studia legge al Balliol College a Oxford divenendo avvocato. Pratica l'attività forense sino al 1894 quando decide di dedicare tutto il tempo alla scrittura. Nel 1903 si sposa e ha due figli e una figlia. È ricordato con una targa a Londra in Bedford Square, dove ha vissuto per quattordici anni.
I suoi primi scritti di successo furono A man of Mark del 1890 e The Dolly Dialogue del 1894, ma è per il suo romanzo più noto - Il prigioniero di Zenda, del 1894 - che viene ricordato.
Successivamente pubblica le storie Ruritane (da Ruritania, il regno immaginario del romanzo): Il cuore della principessa Osra una serie di novelle e il successivo Rupert di Hentzau .
Nel regno di Ruritania, nell'Europa centrale, un turista inglese Rudolf Rassendyll distante cugino del sovrano Rudolf V, passa le vacanze a pescare. Il re non è benvoluto dal popolo, subisce un attentato e viene rapito per ordine del fratello Michele che vuole impadronirsi della corona.
Rudolf Rassendyll è un sosia perfetto del sovrano e viene incaricato di impersonarlo mentre i lealisti cercano di trovare e liberare Rudolf V. Nel frattempo l'inglese conosce la principessa Flavia, promessa sposa del sovrano, e se ne innamora, ma ligio al dovere, libera il re e lascia il regno.

## Opere derivate
Di questo romanzo sono state tratte:
- una riduzione teatrale nel 1895
- 6 film dal muto al sonoro ai colori (1913, 1915, 1922, 1937, 1952, 1979)
- un film per la televisione nel 1984
- un'operetta nel 1925 dal titolo "principessa Flavia"
- un musical

Da questo romanzo presero spunto diversi scrittori per la descrizione del regno da operetta dell'Europa centrale. Tra questi, ricordiamo lo scrittore britannico David Stuart Davies, autore di Sherlock Holmes e l'affare Hentzau, un'avventura di Sherlock Holmes ambientata in Ruritania.

## Curiosità
Tra il 1904 ed il 1910, fece parte del suo entourage l'investigatore privato italiano Giuseppe Visco Gilardi, il quale visse per alcuni anni con la famiglia di Hope presso il numero 41 di Bedford Square a Londra.